# Now This Is Music
Now This Is Music was een dertiendelige serie verzamelalbums.
De reeks liep van 1984 tot en met 1989 en een korte comeback in 1997. Het was gebaseerd op de Engelse serie "Now That's What I Call Music". De serie werd uitgebracht door EVA (EMI, Virgin en Ariola).
De serie werd eind 1989 opgevolgd door de serie Greatest Hits (that's the difference in music).

## Lijst van albums
| Titel                    | Tracks | Hitlijst* | Verschijningsdatum |
| ------------------------ | ------ | --------- | ------------------ |
| Now This Is Music 1      | 28     | 1-19      | 10 november 1984   |
| Now This Is Music 2      | 28     | 5-21      | 27 april 1985      |
| Now This Is Music 3      | 28     | 2-20      | 9 november 1985    |
| Now This Is Music 4      | 28     | 4-21      | 3 mei 1986         |
| Now This Is Music 5      | 28     | 2-18      | 25 oktober 1986    |
| Now This Is Music 6      | 28     | 8-17      | 9 mei 1987         |
| Now This Is Music 7      | 28     | 7-15      | 17 oktober 1987    |
| Now This Is Music 8      | 28     | 6-13      | 19 maart 1988      |
| Now This Is Music 9      | 24     | 10-13     | 3 december 1988    |
| Now This Is Music 10     | 24     | 16-14     | 10 juni 1989       |
| Now This Is Music 11     | 16     | 20-9      | 28 oktober 1989    |
| Now This Is Music 1997   | 20     | 2-7       | 19 juli 1997       |
| Now This Is Music 1997-2 | 18     | 6-6       | 15 november 1997   |

* Respectievelijk hoogste positie en aantal weken in de albumlijst van de Nederlandse Top 40